# Mistrzostwa Europejskie
Mistrzostwa Europejskie (ang. European Championships) – europejskie zawody multidyscyplinarne odbywające się co cztery lata. Pierwsza edycja odbyła się w dniach 2–12 sierpnia 2018 roku. Gospodarzami były miasta Berlin i Glasgow. Druga edycja Mistrzostw Europejskich odbyła się w Monachium w dniach 11–21 sierpnia 2022. Rozgrywane zawody nie mają wpływu na inne ogólnoeuropejskie mistrzostwa danych dyscyplin, które odbywają się poza ramami czteroletniego cyklu.

## Dyscypliny rozgrywane na Mistrzostwach Europejskich
| Dyscyplina                   | Dyscyplina                   | Liczba konkurencji | Liczba konkurencji | Liczba konkurencji |
| Dyscyplina                   | Dyscyplina                   | 2018               | 2022               | 2026               |
| ---------------------------- | ---------------------------- | ------------------ | ------------------ | ------------------ |
| Gimnastyka sportowa          | Gimnastyka sportowa          | 12                 | 14                 |                    |
| Golf                         | Golf                         | 3                  | –                  |                    |
| Kajakarstwo                  | Kajakarstwo                  | –                  | 41                 |                    |
| Kolarstwo                    | BMX                          | 2                  | 2                  |                    |
| Kolarstwo                    | Górskie                      | 2                  | 2                  |                    |
| Kolarstwo                    | Szosowe                      | 4                  | 4                  |                    |
| Kolarstwo                    | Torowe                       | 22                 | 22                 |                    |
| Lekkoatletyka                | Lekkoatletyka                | 50                 | 50                 |                    |
| Pływanie                     | Pływanie                     | 43                 | –                  |                    |
| Pływanie synchroniczne       | Pływanie synchroniczne       | 9                  | –                  |                    |
| Pływanie na otwartym akwenie | Pływanie na otwartym akwenie | 7                  | –                  |                    |
| Siatkówka plażowa            | Siatkówka plażowa            | –                  | 2                  |                    |
| Skoki do wody                | Skoki do wody                | 13                 | –                  |                    |
| Tenis stołowy                | Tenis stołowy                | –                  | 5                  |                    |
| Triathlon                    | Triathlon                    | 3                  | 3                  |                    |
| Wioślarstwo                  | Wioślarstwo                  | 17                 | 24                 |                    |
| Wspinaczka sportowa          | Wspinaczka sportowa          | –                  | 8                  |                    |
| RAZEM                        | RAZEM                        | 187                | 177                |                    |

## Trofeum Mistrzostw Europejskich
Trofeum Mistrzostw Europejskich przyznawane jest reprezentacji, która znalazła się na pierwszym miejscu w głównej klasyfikacji medalowej Mistrzostw Europejskich.
| Edycja | Rok  | Miasto-Gospodarz | Konkurencje medalowe | Data                  | Klasyfikacja medalowa | Klasyfikacja medalowa | Klasyfikacja medalowa |
| Edycja | Rok  | Miasto-Gospodarz | Konkurencje medalowe | Data                  | 1. miejsce            | 2. miejsce            | 3. miejsce            |
| ------ | ---- | ---------------- | -------------------- | --------------------- | --------------------- | --------------------- | --------------------- |
| I      | 2018 | Glasgow Berlin   | 187                  | 2–12 sierpnia         | Rosja                 | Wielka Brytania       | Włochy                |
| II     | 2022 | Monachium        | 177                  | 11–21 sierpnia        | Niemcy                | Wielka Brytania       | Włochy                |
| III    | 2026 | TBA              | TBA                  | 30 lipca – 9 sierpnia |                       |                       |                       |

## Klasyfikacja medalowa wszech czasów Mistrzostw Europejskich
Tabela została opracowana przez podsumowanie klasyfikacji medalowych (stan po ME2022).
| Miejsce | Reprezentacja   | Złoto | Srebro | Brąz | Razem |
| ------- | --------------- | ----- | ------ | ---- | ----- |
| 1       | Wielka Brytania | 50    | 45     | 39   | 134   |
| 2       | Niemcy          | 39    | 37     | 38   | 114   |
| 3       | Rosja           | 31    | 19     | 16   | 66    |
| 4       | Włochy          | 29    | 35     | 47   | 111   |
| 5       | Francja         | 24    | 31     | 37   | 92    |
| 6       | Holandia        | 24    | 22     | 25   | 71    |
| 7       | Węgry           | 18    | 11     | 9    | 38    |
| 8       | Polska          | 17    | 22     | 21   | 60    |
| 9       | Ukraina         | 13    | 20     | 15   | 48    |
| 10      | Hiszpania       | 12    | 18     | 21   | 51    |
| 11–41   | Pozostałe       | 106   | 102    | 96   | 304   |
| Razem   | Razem           | 363   | 362    | 364  | 1089  |